# Cimetière ancien de Villeurbanne
Cet article court présente un sujet plus développé dans : Cimetières ancien et nouveau de Villeurbanne.
Le cimetière ancien de Villeurbanne, également connu sous le nom d'ancien cimetière de Cusset, est un cimetière situé à Villeurbanne, en France. Il est le plus ancien des deux cimetières de Villeurbanne. Il est situé entre le canal de Jonage et la rue Léon Blum.
Il a été conçu par l'architecte Claude Berger, futur maire de la ville. Le cimetière est béni le dimanche 6 décembre 1863 et ouvre le 1er janvier 1864.

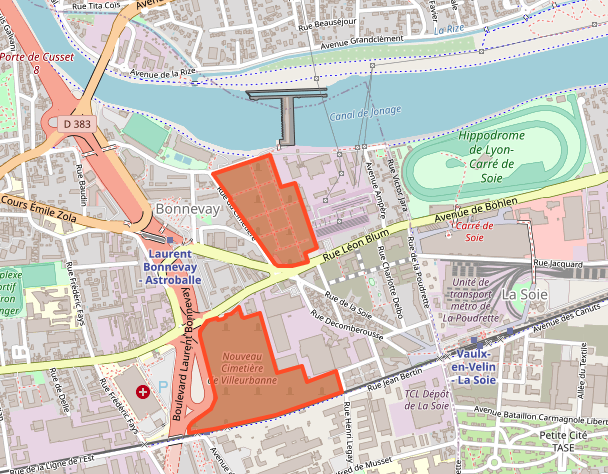
En orange, le cimetière ancien au nord, le cimetière nouveau au sud.

## Personnalités inhumées
- Jean-Louis Chorel (1875-1946), sculpteur
- Charles Hernu (1923-1990), député-maire socialiste de Villeurbanne, ministre de la Défense sous François Mitterrand, démissionne après l'affaire du Rainbow Warrior.
- Alexis Rousset (1799-1885), poète
- Charles Rouvière (1866-1924), peintre paysager

## Référence
1. ↑  Description et histoire